# Oxydactyla crassa
Oxydactyla crassa és una espècie de granota de la família Microhylidae que viu a Papua Nova Guinea.